# Zoey Clark
Zoey Clark (ur. 25 października 1994 w Aberdeen) – brytyjska lekkoatletka specjalizująca się w biegach sprinterskich. 
W 2011 podczas mistrzostw Europy juniorów pobiegła w eliminacjach biegu rozstawnego 4 x 400 metrów, w którym w finale Brytyjki zwyciężyły.
Zdobyła srebrne medale w sztafecie 4 x 400 metrów na mistrzostwach świata w 2017 w Londynie oraz na halowych mistrzostwach Europy w 2019 w Glasgow i 2021 w Toruniu, a także brązowe medale w tej konkurencji na halowych mistrzostwach świata w 2018 w Birmingham i na mistrzostwach Europy w 2018 w Berlinie i w 2022 w Monachium
Rekord życiowy: bieg na 400 metrów (stadion) – 51,22 (11 czerwca 2022, Genewa); bieg na 400 metrów (hala) – 52,03 (6 lutego 2021, Glasgow).

## Osiągnięcia
| Rok  | Impreza                        | Konkurencja | Miejsce                   | Lokata     | Wynik (s)       | Reprezentacja |
| ---- | ------------------------------ | ----------- | ------------------------- | ---------- | --------------- | ------------- |
| 2011 | Mistrzostwa Europy juniorów    | Tallinn     | sztafeta 4 × 400 m        | 1. miejsce | 3:39,67 (elim.) | GBR           |
| 2014 | Igrzyska Wspólnoty Narodów     | Glasgow     | sztafeta 4 × 400 m        | eliminacje | 3:33,91         | SCO           |
| 2015 | Młodzieżowe mistrzostwa Europy | Tallinn     | sztafeta 4 × 400 m        | 1. miejsce | 3:30,07         | GBR           |
| 2017 | Mistrzostwa świata             | Londyn      | bieg na 400 m             | półfinał   | 51,81           | GBR           |
| 2017 | Mistrzostwa świata             | Londyn      | sztafeta 4 × 400 m        | 2. miejsce | 3:25,00         | GBR           |
| 2018 | Halowe mistrzostwa świata      | Birmingham  | bieg na 400 m             | 6. miejsce | 52,16           | GBR           |
| 2018 | Halowe mistrzostwa świata      | Birmingham  | sztafeta 4 × 400 m        | 3. miejsce | 3:29,38         | GBR           |
| 2018 | Igrzyska Wspólnoty Narodów     | Gold Coast  | bieg na 400 m             | półfinał   | 52,06           | SCO           |
| 2018 | Igrzyska Wspólnoty Narodów     | Gold Coast  | sztafeta 4 × 400 m        | 6. miejsce | 3:29,18         | SCO           |
| 2018 | Mistrzostwa Europy             | Berlin      | sztafeta 4 × 400 m        | 3. miejsce | 3:27,40         | GBR           |
| 2019 | Halowe mistrzostwa Europy      | Glasgow     | bieg na 400 m             | eliminacje | 53,85           | GBR           |
| 2019 | Halowe mistrzostwa Europy      | Glasgow     | sztafeta 4 × 400 m        | 2. miejsce | 3:29,55         | GBR           |
| 2019 | IAAF World Relays              | Jokohama    | sztafeta 4 × 400 m        | 6. miejsce | 3:28,96         | GBR           |
| 2019 | Mistrzostwa świata             | Doha        | sztafeta 4 × 400 m        | 4. miejsce | 3:23,02         | GBR           |
| 2019 | Mistrzostwa świata             | Doha        | sztafeta 4 × 400 m miesz. | 4. miejsce | 3:12,27         | GBR           |
| 2021 | Halowe mistrzostwa Europy      | Toruń       | sztafeta 4 × 400 m        | 2. miejsce | 3:28,20         | GBR           |
| 2021 | World Athletics                | Chorzów     | sztafeta 4 × 400 m        | 3. miejsce | 3:29,27 (elim.) | GBR           |
| 2021 | World Athletics                | Chorzów     | sztafeta 4 × 400 m miesz. | 5. miejsce | 3:18,87         | GBR           |
| 2021 | Igrzyska olimpijskie           | Tokio       | sztafeta 4 × 400 m        | 4. miejsce | 3:23,99 (elim.) | GBR           |
| 2021 | Igrzyska olimpijskie           | Tokio       | sztafeta 4 × 400 m miesz. | 6. miejsce | 3:11,95 (elim.) | GBR           |
| 2022 | Mistrzostwa świata             | Eugene      | sztafeta 4 × 400 m miesz. | eliminacje | 3:14,75         | GBR           |
| 2022 | Igrzyska Wspólnoty Narodów     | Birmingham  | bieg na 400 m             | 8. miejsce | 51,90           | SCO           |
| 2022 | Igrzyska Wspólnoty Narodów     | Birmingham  | sztafeta 4 × 400 m        | 3. miejsce | 3:30,15         | SCO           |
| 2022 | Mistrzostwa Europy             | Monachium   | sztafeta 4 × 400 m        | 3. miejsce | 3:21,74 (elim.) | GBR           |